# Šoda-Kedela
Šoda-Kedela (gruzínsky შოდა-კედელას ქედი, Šoda-Kedelas kedi) je horský hřeben v Gruzii, součást Centrálního Velkého Kavkazu. Táhne se v délce přibližně 60 km mezi horou Luchuniscveri, kde navazuje na Lečchumský hřbet, a sedlem Zekari na hlavním kavkazském hřebenu. Hřeben je rozdělen na dvě části antecedentním průlomovým údolím řeky Rioni. Zatímco západní část, Šoda, dosahuje nejvyšších výšek vrcholem Šoda (3609 m), východní část, Kedela, se od vrcholu Kozichoch (3688 m) stává součástí hlavního kavkazského hřbetu, kde také dosahuje nejvyšších nadmořských výšek vrcholem Chalaca (3938 m).

## Stavba a reliéf
Hřeben je budován karbonátovými flyšovými horninami spodní křídy - pískovci, prachovci, jílovci a slíny. Pohoří má hrásťo-synklinální stavbu komplikovanou četnými zlomy a přesmyky. Severními svahy pohoří prochází aktivní zlomová linie.
Reliéf hřbetu je formován říční, svahovou a niválně-glaciální erozí. Ve výškách nad 3000 m jsou vyvinuty malé karové ledovce, pouze v údolí řeky Džedžora jsou dva o něco větší ledovce karovo-údolního typu. Dřívější, pleistocenní zalednění pohoří zanechalo pozůstatky v podobě trogových údolí, karů a morén. Ve svém pleistocenním maximu zde ledovce stékaly až do výšek 1300–1500 m. V některých karech se vyvinula karová jezera. Severní svahy hřbetu jsou rozčleněny úzkými stržemi takřka bez přítoků. Strže, které počínají již na hřbetnici, byly formovány činností ledovců, mají trogový charakter, v jejich ústí nejsou vyvinuty dejekční kužely a v současné době zde neprobíhá rychlá eroze. Strže začínající vprostřed svahů jsou charakteristické výraznou erozí, strmými svahy s murovými drahami a v jejich ústí jsou vyvinuty výrazné dejekční kužely. Tyto strže ustupují zpětnou erozí do svahů a v některých případech u nich dochází k říčnímu pirátství (např. řeka Sakaura). Také jižní svahy jsou rozčleněny říční erozí, údolí jsou zde širší a s přítoky, zahloubená o 1000 – 1500 m oproti okolnímu terénu.
Při soutoku řek Džedžora a jejího pravostranného přítoku Kvedrula vystupují na povrch vápencové horniny, ve kterých je vyvinut krasový reliéf se závrty, jeskyněmi atd. Krasové vody z těchto míst napájí město Oni.